# Yungblud
Dominic Harrison (Doncaster, Anglaterra; 5 d'agost de 1997), més conegut com a YUNGBLUD, és un músic de rock alternatiu britànic.
Yungblud s'ha expressat a través de la seva música com "Un artista amb consciència social, sense por a mostrar cançons de protesta de gènere".
La seva cançó "I Love You, Will You Marry Em" explica una història real d'un home anomenat Jason, que se li proposa a una dona anomenada Clare Middleton mitjançant un grafiti al Parc Hill que acaba sent molt comercialitzat i aprofitat pels amos dels apartaments, però la dona va morir i l'home no té llar.
El seu avi va tocar amb T. Rex als anys setanta. Yungblud va estudiar teatre a l'Escola Educacional d'Art a Londres abans de començar la seva carrera de musical. Les seves cançons van començar a tenir popularitat el 2017, quan el seu estil va ser descrit com "el volcà de poesia suburbana de Jamie i Arctic Monkeys més joves, fusionats amb un tacte saludable de ska i esperit de hip-hop". Yungblud va col·laborar amb Charlotte Lawrence per a la cançó "Falling Skies", la qual va ser presentada en la banda sonora per a la segona temporada de 13 Reasons Why. El seu àlbum debut va estar llançat el 6 de juliol de 2018.

## Discografia

### Àlbums
| Títol                  | Details | Màxima posició |
| Títol                  | Details | AUS            |
| ---------------------- | --- | -------------- |
| 21st Century Liability | - Data de publicació: 6 de juliol de 2018 - Segell: Locomotion, Geffen - Format: Descàrrega digital, CD, vinil | 97             |
| Weird!                 | - Data de publicació: 4 de desembre de 2020                                                                    |                |

### EPs
| Títol    | Detalls                                                                                     |
| -------- | ------------------------------------------------------------------------------------------- |
| Yungblud | - Publicació: 13 de gener de 2018 - Segell: Locomotion, Geffen - Format: Descàrrega digital |

### Singles
| Títol                                                                        | Any  | Màxima posició | Màxima posició | Màxima posició | Màxima posició | Màxima posició | Àlbum                  |
| Títol                                                                        | Any  | UK             | AUS            | IRE            | US Alt.        | US Rock | Àlbum                  |
| ---------------------------------------------------------------------------- | ---- | -------------- | -------------- | -------------- | -------------- | --- | ---------------------- |
| "King Charles"                                                               | 2017 | —              | —              | —              | —              | - | Yungblud               |
| "I Love You, Will You Marry Me"                                              | 2017 | —              | —              | —              | 26             | - | Yungblud               |
| "Tin Pan Boy"                                                                | 2017 | —              | —              | —              | —              | - | Yungblud               |
| "Polygraph Eyes"                                                             | 2018 | —              | —              | —              | —              | - | Yungblud               |
| "21st Century Liability"                                                     | 2018 | —              | —              | —              | —              | - | 21st Century Liability |
| "California"                                                                 | 2018 | —              | —              | —              | —              | - | 21st Century Liability |
| "Psychotic Kids"                                                             | 2018 | —              | —              | —              | —              | - | 21st Century Liability |
| "Medication"                                                                 | 2018 | —              | —              | —              | —              | - | 21st Century Liability |
| "Kill Somebody"                                                              | 2018 | —              | —              | —              | —              | - | 21st Century Liability |
| "Loner"                                                                      | 2019 | —              | —              | —              | —              | rowspan=2 style="background: #ececec; color: grey; vertical-align: middle; text-align: center; " class="table-na" \| Non-album singles |                        |
| "11 Minutes" (with Halsey amb Travis Barker)                                 | 2019 | 59             | 23             | 41             | 18             | 5 |                        |
| "Parents"                                                                    | 2019 | -              | -              | -              | -              | 43 | Non-album singles      |
| "I think I'm okay" (with Machine Gun Kelly and Travis Barker)                | 2019 | 90             | 59             | 56             | 26             | 4 | Non-album singles      |
| "Hope for the Underrated Youth"                                              | 2019 | -              | -              | -              | -              | - | Non-album singles      |
| "—" quan no ha aparegut als rànquings o no s'ha publicat a aquell territori. |      |                |                |                |                | |                        |

### Aparicions com a convidat
| Títol                                    | Any  | Àlbum                                                        |
| ---------------------------------------- | ---- | ------------------------------------------------------------ |
| "Falling Skies" (amb Charlotte Lawrence) | 2018 | 13 Reasons Why: Season 2 (Music from the Original TV Series) |

## Filmografia
| Any  | Títol     | Personatge | Notes      |
| ---- | --------- | ---------- | ---------- |
| 2015 | Emmerdale | Matt       | 1 episodi  |
| 2016 | The Lodge | Oz         | 6 episodis |

## Influències
Harrison ha dit que les seves influències més grans per a la seva música són Els Beatles, Bob Dylan i The Clash.